# Zinowij Kurawski
Zinowij Kurawski, Зіновій Васильович Куравський (ur. 28 sierpnia 1944 w Kułaczynie, zm. 11 maja 2023) – radziecki nauczyciel, działacz młodzieżowy i partyjny, dyplomata i urzędnik konsularny, wykładowca uniwersytecki.

## Życiorys
Urodził się w rodzinie chłopskiej. Od 1961 uczył fizyki w 8-letniej szkole w Piesnikowie w rejonu Młynowskiego, w obwodzie rówieńskim, oraz w Potechowie rejonu śniatyńskiego, w obwodzie Iwano-Frankiwskim. W 1966 ukończył studia na wydziale fizyczno-matematycznym Iwano-Frankiwskiego Instytutu Pedagogicznego (Івано-Франківський педагогічний інститут). Służył w armii radzieckiej (1966-1967). Ponownie podjął pracę w oświacie pełniąc funkcję nauczyciel fizyki i zastępcy dyrektora szkoły w Podwysokiej rejonu śniatyńskiego w obwodzie Iwano-Frankiwskim (1967-1968).
Pełnił funkcje w Komsomole, m.in. I sekretarza komitetu rejonowego w Śniatynie w obwodzie iwanofrankiwskim (1968-1971) oraz sekretarza/I sekretarza komitetu obwodowego w Iwano-Frankiwsku (1971-1975). Członek KPZR od 1969. Studiował w Akademii Nauk Społecznych KC KPZR w Moskwie, uzyskując tytuł kandydata nauk historycznych (1975-1978). Po jej ukończeniu zajmował cały szereg funkcji w Iwano-Frankowskim Komitecie Obwodowym Komunistycznej Partii Ukrainy - instruktora wydziału propagandowo-agitacyjnego, kierownika wydziałów - nauki i instytucji oświatowych, propagandy i agitacji, oraz ideologicznego (1978-1990), jak i I sekretarza Iwano-Frankowskiego KO KPU (1990-1991); członek Komitetu Centralnego KPU (1990-1991).
Po uzyskaniu niepodległości był pracownikiem przedsiębiorstwa „Naddnistryanska” w Zaleszczykach w obwodzie tarnopolskim (1991-1996).
W 1996 przeszedł do ukraińskiej służby zagranicznej, pełniąc funkcje m.in. II sekretarza Departamentu Konsularnego Ministerstwa Spraw Zagranicznych, II sekretarza (wicekonsula) ambasady w Mołdawii (1996-1997), konsula generalnego w Krakowie (1997-2001), zastępcy kier./kier. Wydziału Konsularnego Departamentu Konsularnego MSZ (2001-2002), oraz konsula generalnego w Gdańsku (2002-2006). Otrzymał tytuł ambasadora tytularnego.
Był samodzielnym pracownikiem naukowym z tytułem profesora na Wydziale Stosunków Międzynarodowych Podkarpackego Uniwersytetu Narodowego im. Wasyla Stefanyka (Прикарпатський національний університет імені Василя Стефаника) w Iwano-Frankiwsku (2006-2010), skąd przeszedł na emeryturę.